# Йоахім Лев
Йоахім Лев (нім. Joachim Löw; нім. вимова: [ˈjoːaxɪm ˈløːf, joˈʔa-]; нар. 3 лютого 1960, в Шенау-ім-Шварцвальд, ФРН) — колишній німецький футболіст, сучасний футбольний тренер, з 1 серпня 2006 року — головний тренер національної збірної Німеччини, до цього протягом двох років був помічником Юргена Клінсманна. Під його керівництвом збірна Німеччини виграла Чемпіонат світу з футболу 2014 року.

## Кар'єра футболіста
Виступав на позиції атакуючого півзахисника за «Фрайбург», «Штутгарт», «Айнтрахт» (Франкфурт), «Карлсруе». Провів 4 матчі у складі молодіжної збірної ФРН. Завершував кар'єру гравця у Швейцарії на початку 1990-х.

## Тренерська кар'єра

### Робота з клубами
Тренерську кар'єру Лев почав ще за часів виступів за швейцарські клуби «Вінтертур» і «Фрауенфельд». У сезоні 1995/96 він був помічником головного тренера «Штутгарта» Рольфа Фрінгера, а після його відходу до збірної Швейцарії зайняв місце наставника. Будучи тренером «Штутгарта» ставав володарем Кубка Німеччини, а також фіналістом Кубка володарів кубків УЄФА 1997/98 (поразка у фіналі в Стокгольмі від «Челсі» 0:1, який очолював Джанлука Віаллі). Після цього фіналу Лев очолив турецький «Фенербахче», де пропрацював всього рік (третє місце в чемпіонаті Туреччини). У сезоні 1999/2000 очолював «Карлсруе», який грав тоді в другій Бундеслізі, але не зумів допомогти клубу уникнути вильоту в третій дивізіон. У 2001 році повернувся на деякий час до Туреччини, прийнявши «Аданаспор», але пропрацював там всього 3 місяці.
У сезоні 2001/02 виграв з «Тіролем» з Інсбрука чемпіонат Австрії (всього 20 пропущених м'ячів в 36 матчах). Незважаючи на виграш чемпіонату клуб був оголошений банкрутом і розформований, а Лев залишився без роботи. У 2003 році очолив віденську «Аустрію» після відходу Кристофа Даума.

### Збірна Німеччини
1 серпня 2004 року Лев став помічником нового головного тренера збірної Німеччини Юргена Клінсманна, який прийшов на зміну Руді Феллеру. У збірній при Клінсманні Лев виконував роль тактика, доповнюючи атакуючу стратегію головного тренера. У червні 2005 року збірна Німеччини зайняла третє місце на Кубку Конфедерацій в Німеччині, поступившись у драматичному півфіналі бразильцям 2:3, а в матчі за третє місце перегравши мексиканців в додатковий час 4:3. Вже тоді сформувався гостроатакуючий стиль німців, які забили в 5 матчах турніру 15 м'ячів, зокрема по 2 рази забивши Бразилії і Аргентині.
На чемпіонаті світу 2006 року в Німеччині господарі виграли всі 3 матчі в своїй групі (Коста-Рика  - 4:2, Польща  - 1:0, Еквадор  - 3:0). У 1/8 фіналу дубль Лукаса Подольскі приніс перемогу над Швецією (2:0). У чвертьфіналі на Олімпійському стадіоні в Берліні у драматичному матчі по пенальті була переможена збірна Аргентини (1:1, 4:2 по пен.). У півфіналі німці поступилися в додатковий час збірній Італії, що забила 2 м'ячі на 119-й і 120-й хвилинах. Це була перша в історії поразка збірної Німеччини в Дортмунді. У матчі за третє місце німці упевнено переграли команду Португалії (3:1).
Після чемпіонату світу Клінсманн вирішив не продовжувати контракт із збірною і новим наставником збірної Німеччини став Лев. Йоахіму дісталася по суті вже сформована команда, в якій процес зміни поколінь був завершений ще в період роботи Клінсманна. Лев відразу заявив, що дотримуватиметься того напряму, який був вибраний разом з Клінсманном. Йоахім дотримується традиційної для німців схеми 4-4-2, з одним опорним півзахисником і сильними флангами.

## Особисте життя
З 2008 Йоахім Лев з дружиною Даніелою проживає у Віттнау (земля Баден-Вюртемберг). Він уважно стежить за своєю фізичною формою, кожного ранку здійснює пробіжки. Спить не менше восьми годин в добу, любить швидку їзду на своєму Mercedes класу М. У німецьких ЗМІ його часто називають кличкою «Йоґі».

## Досягнення як тренера

### Клубні
«Штутгарт»
- Кубок Німеччини: 1997
- Фінал Кубка кубків УЄФА: 1998

«Фенербахче»
- Третє місце в чемпіонаті Туреччини: 1999

«Тіроль»
- Чемпіон Австрії: 2002

«Аустрія» (Відень)
- Володар Суперкубка Австрії:  2003

### Збірна Німеччини
- Чемпіон світу: 2014
- Переможець Кубка конфедерацій: 2017
- Віце-чемпіон Європи: 2008
- Бронзовий призер чемпіонату світу: 2010
- 3-є місце на Кубку конфедерацій 2005 (помічник Юргена Клінсманна)
- 3-є місце на чемпіонаті світу 2006 (помічник Юргена Клінсманна)

### Особисті
- Тренер року ФІФА: 2014